# Catarhoe coarctata
Catarhoe coarctata là một loài bướm đêm trong họ Geometridae.